# Momax
Momax é um município do estado de Zacatecas, no México.

## Demografia
A população total de Momax é de 1663 pessoas, 773 são homens e 890 mulheres. A população deste alojamento é constituída por 594 menores de idade e 1069 adultos, dos quais 256 são 60 anos ou mais.